# Arnold Brügger
Arnold Brügger (* 19. Oktober 1888 in Meiringen; † 2. April 1975 ebenda) war ein Schweizer Maler.

## Leben und Werk
Brügger besuchte 1908 die Kunstgewerbeschule Bern und lernte dort Otto Morach und Fritz Baumann kennen. Vor, während und nach dem Ersten Weltkrieg trafen sich die drei Freunde öfters in Deutschland, in Paris und in der Schweiz. Brüggers Werk steht unter dem Einfluss der grossen Strömungen seiner Zeit: Kubismus, Orphismus und Futurismus. Zudem prägten ihn die Werke des französischen Malers Paul Cézanne. Wie so viele Künstler fand auch Arnold Brügger erst spät künstlerische Anerkennung.
1926 gründete er gemeinsam mit Fritz Ringgenberg die Puppenbühne Meiringer Marionetten.

## Ausstellung postum
2019 stellte die Galerie Meridian in Zürich Werke von Arnold Brügger aus.